# Chiasma (génétique)
Pour les articles homonymes, voir Chiasma.

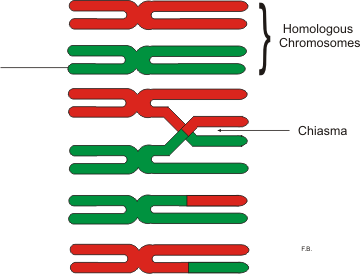
Enjambement génétique durant la méiose.

Un chiasma est le point de contact entre deux chromatides de deux chromosomes homologues différents. La formation d'un chiasma mène souvent à un échange de matériel génétique entre chromosomes (un enjambement génétique), ce phénomène étant beaucoup plus fréquent lors d'une méiose qu'une mitose. L'absence de chiasma lors d'une méiose se traduit généralement par une mauvaise ségrégation chromosomique et une aneuploïdie.